# Arnold Layne
Singles de Pink Floyd
See Emily Play / The Scarecrow
(1967)
Pistes de Relics
Interstellar Overdrive
Arnold Layne est une chanson de Pink Floyd. Elle est sortie en single le 11 mars 1967 avec Candy and a Currant Bun en face B. La chanson a été écrite par Syd Barrett, cofondateur et premier leader de Pink Floyd et guitariste originel.
Le personnage dont parle la chanson est un travesti dont le passe-temps préféré est de voler les vêtements et les sous-vêtements des femmes sur les cordes à linge. Arnold Layne serait inspiré par une personne réelle qui volait les sous-vêtements de jeunes filles d'un pensionnat hébergées par les mères de Syd Barrett et de Roger Waters à Cambridge.
La chanson se classe dans le Top 20, mais le thème peu commun du travestisme de la chanson attise la colère de Radio London, qui considère tout d'abord la chanson trop étrange et très éloignée de la société « normale » pour ses auditeurs avant de l'interdire par la suite à la radio.

## Historique
Lorsque Pink Floyd s'est séparé de son producteur Joe Boyd, son successeur, Norman Smith a demandé au groupe de réenregistrer la chanson produite par Boyd quelques mois plus tôt après qu'ils ont signé avec EMI. Roger Waters et Richard Wright étaient d'accord, mais Syd Barrett, entièrement satisfait de la première version, s'est opposé à l'enregistrement d'une nouvelle version.
Un clip vidéo en noir et blanc a été réalisé en 1967, avec en vedette les membres de Pink Floyd en train d'habiller un mannequin avant de le balader sur une plage. Peu après le décès de Syd Barrett, un clip vidéo alternatif a été retrouvé et présenté sur YouTube avec des scènes du groupe dans une forêt et devant une église.
En 2006, David Gilmour joue ce morceau durant plusieurs des concerts de la tournée de promotion de son album On an Island. Le 26 décembre 2006 est sorti un single reprenant deux versions de cette interprétation en live, dont une avec la participation de David Bowie au Royal Albert Hall de Londres en mai 2006 enregistré dans Remember That Night.

## Interprètes
- Syd Barrett - chant, guitare électrique, guitare acoustique
- Richard Wright - orgue, chœurs
- Roger Waters - guitare basse
- Nick Mason - batterie

## Reprises
- Le groupe The Australian Pink Floyd Show joue fréquemment ce morceau en hommage à Syd Barrett.
- Étienne Daho, grand fan de Syd Barrett, a repris cette chanson sur l'album Tombé pour la France (1985) et sur sa compilation Collection (1987).